# Lakes (bang)
Lakes (tiếng Anh của "các hồ"; tiếng Ả Rập: البحيرات, al-Buhayrat) là một trong 10 bang của Nam Sudan. Bang có diện tích là 40.235 km². Rumbek là thủ phủ của bang. Lakes thuộc vùng Bahr el Ghazal của Nam Sudan, cùng với Bắc Bahr el Ghazal, Tây Bahr el Ghazal, và Warrap. Bản thân Bahr el Ghazal nguyên là một tỉnh được tách ra từ mudiriya, hay tỉnh Equatoria vào năm 1948. Biên giới phía đông của bang là Nin Trắng với Jonglei bên bờ đối diện. Phía đông bắc là bang Unity. Các biên giới khác bao gồm bang Warrap theo hướng tây bắc, Tây Equatoria phía nam và tây, và Trung Equatoria ở phía nam.
Giống như tất cả các bang tại Nam Sudan, Lakes được chia thành các quận; bang có 8 quận, do Ủy viên Hội đồng Quận đứng đầu. Các quận được chia thành Payams, rồi đến Bomas. Lakes ly khai khỏi Sudan như là một phần của Cộng hòa Nam Sudan vào ngày 9 tháng 7 năm 2011.